# Heraclia niepelti
Heraclia niepelti är en fjärilsart som beskrevs av Charles Oberthür 1910. Heraclia niepelti ingår i släktet Heraclia och familjen nattflyn. Inga underarter finns listade i Catalogue of Life.